# Pavimento

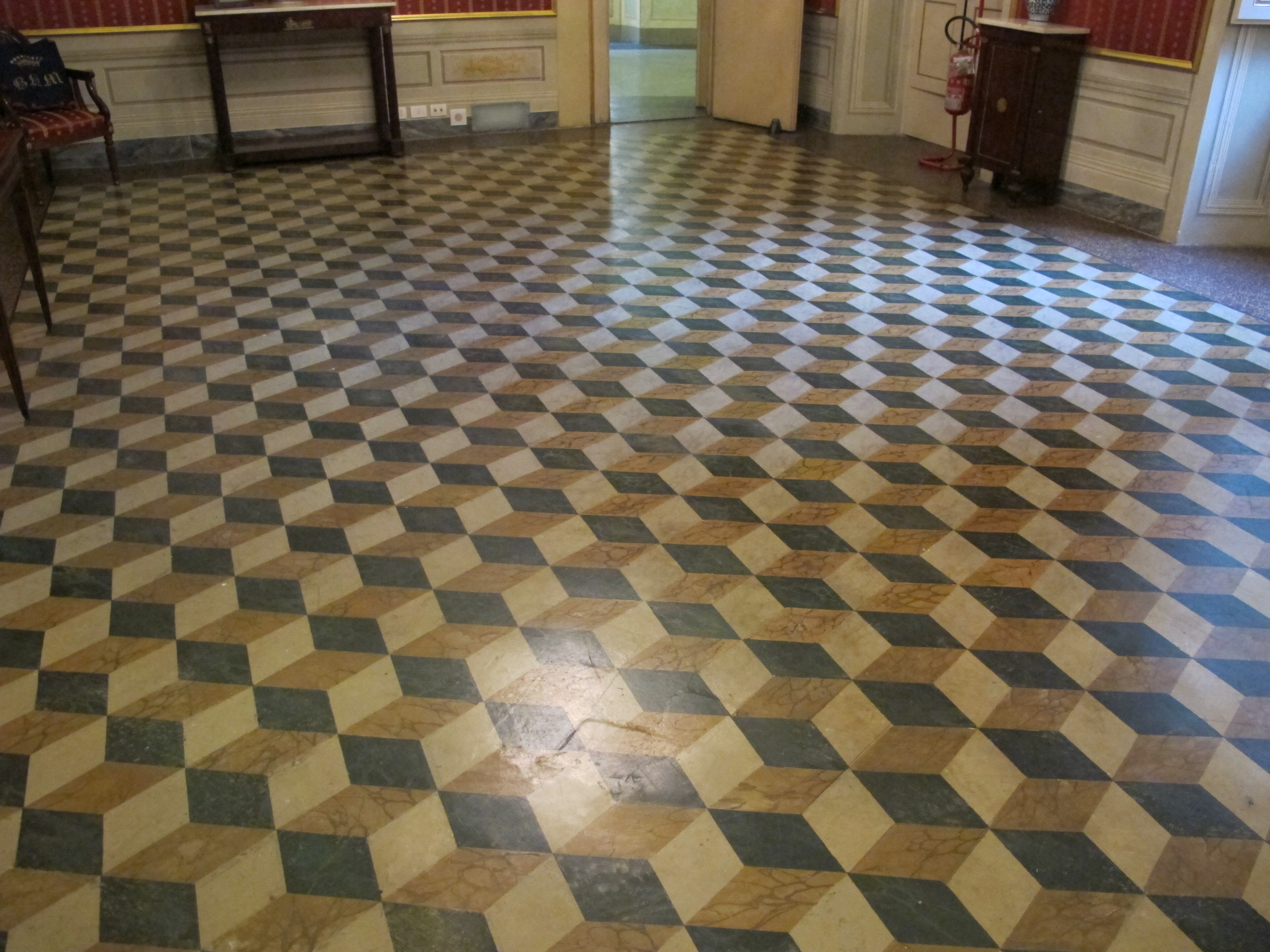
Pavimento

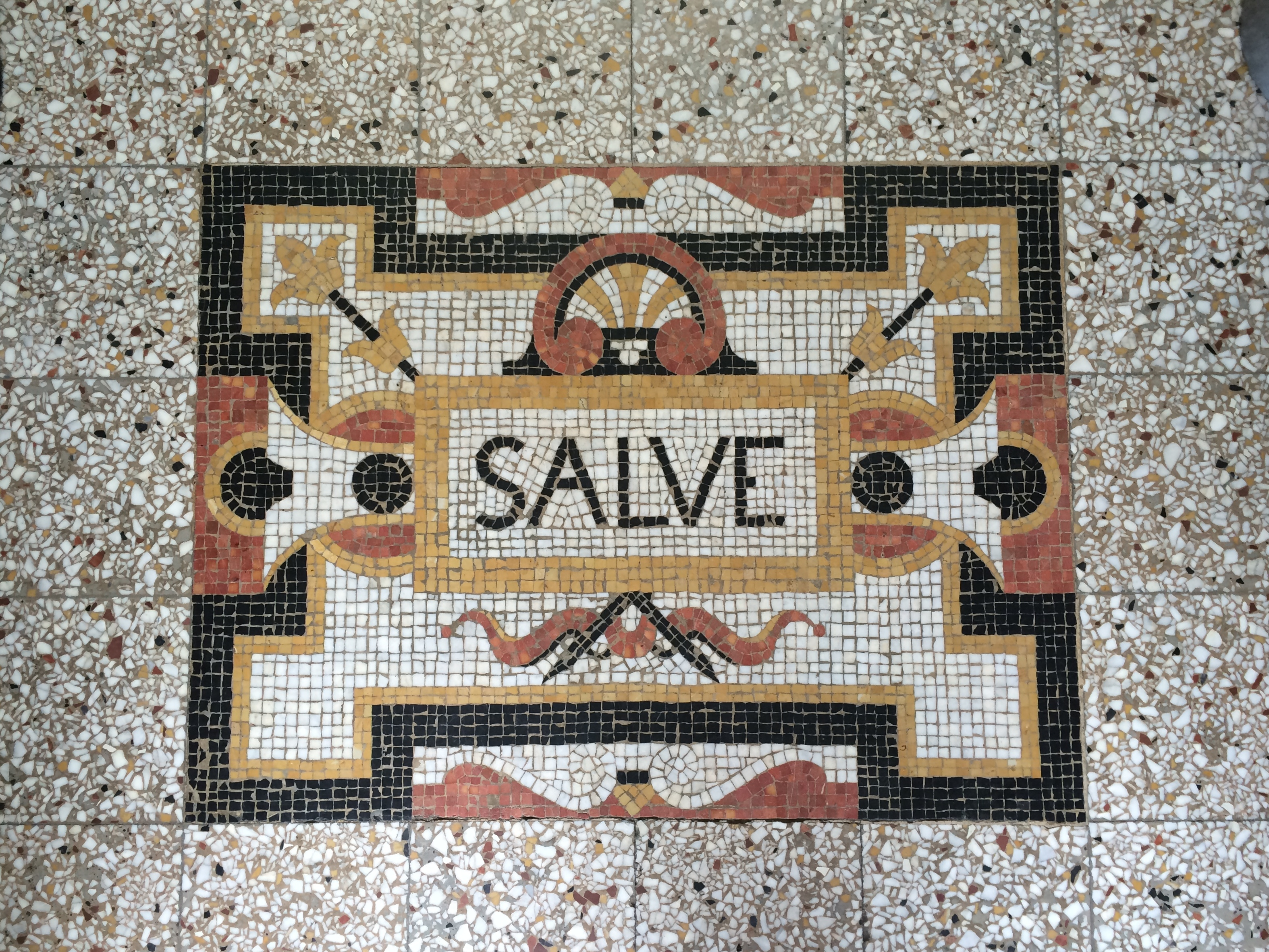
I pavimenti possono incorporare vetro, mosaico o altre espressioni artistiche, come questo piccolo mosaico del Museo Rietberg di Zurigo (Svizzera)

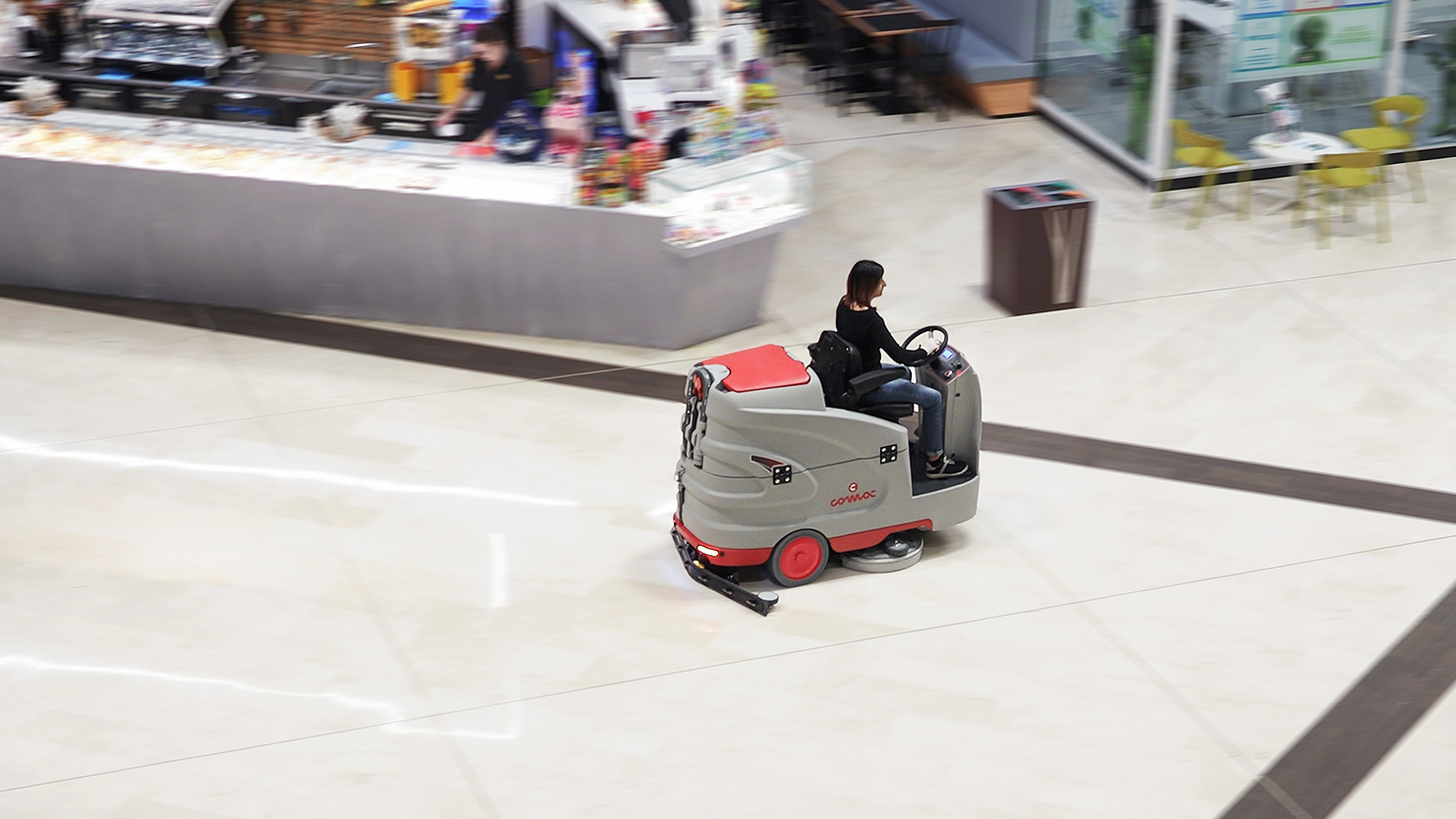
Una lavasciuga pavimenti è una macchina utilizzata per la pulizia dei pavimenti che permette di lavare e asciugare il pavimento in un'unica passata.

Un pavimento è una superficie piana  orizzontale di rivestimento calpestabile di ambienti, cementata o  incollata a un sottofondo, senza asperità  e resistente in modo da sopportare il passaggio di persone o altro. Il tipo di pavimento dipende dai requisiti previsti nella sua vita utile, come l'estetica, la resistenza ai carichi, all'abrasione,l’impermeabilità.

## Storia
Circa 5.000 anni fa gli egiziani svilupparono pavimenti in pietra e mattoni e circa 3000 anni fa i greci creavano mosaici di ciottoli per i loro pavimenti.
I primi tappeti sono stati creati nel 5000 a.C. circa. Sebbene i tessuti intrecciati fossero usati principalmente come rivestimenti per pareti o tavoli fino all'ascesa del tappeto persiano nel XVII secolo, sono una delle opzioni di pavimentazione più antiche. L'origine esatta della tessitura dei tappeti per coprire la pavimentazione rimane sconosciuta. 
Le piastrelle di ceramica (risalenti al 4700 a.C. in Egitto, mentre le piastrelle di vetro erano popolari nel 2500 a.C.) per i pavimenti furono usate a partire dal 4000 a.C. circa.
Gli antichi Romani per costruire i pavimenti utilizzavano piccoli sassi, ghiaia, frammenti di coccio o mattone, calce e pozzolana o terra di Santorini (usata nel mondo greco), su cui eseguivano spesso dei mosaici. Il termine pavimento infatti deriva dal latino pavimentum (“superficie di terra battuta, selciato, lastricato”) che a sua volta deriva da pavire (battere il terreno, livellare, spianare).
Anche gli antichi Egizi creavano motivi sui pavimenti, ad esempio gli Emblemata (Emblema al singolare), dei piccoli pannelli in mosaico, creati anche dai Romani.
Lo stile del pavimento fatto in legno duro è apparso per la prima volta nel 1600 d.C., è stato solo nell'era barocca che le persone hanno iniziato a rifinire i pavimenti in legno duro.
Il pavimento in legno più antico è stato inventato nel medioevo nel 400 d.C. In questo periodo, le tavole di legno per la prima volta venivano posate, levigate e colorate (o verniciate).
Nel 12º secolo i monaci iniziarono a usare le piastrelle anche per creare motivi sui pavimenti delle cattedrali.
Le piastrelle decorate sono state utilizzate in Turchia, Medio Oriente e nei Paesi Bassi durante il 1600.
Nel 1700 e nel 1800 le assi di legno divennero più popolari con il materiale di lunghezza da 8 a 16 pollici, di spessore di 7/8 pollici e larghezza da 2,5 a 3,25 pollici.
Frederick Walton nel 1863 brevettò il linoleum, prodotto mescolando olio di lino con polvere di legno o sughero (o entrambi), resine, pigmenti, calcare macinato e agenti essiccanti.
Nel 1926 l'inventore americano Waldo Semon creò il PVC, in seguito usato anche per creare pavimenti.
Sono emerse poi molte altre opzioni di pavimentazione, incluso il legno multistrato nel 1960, il laminato nel 1970 e l'arrivo dei pavimenti in bambù nel 1990.
Negli anni 2010 e 2020 sono nate tecnologie digitali e touch screen che permettono di far interagire le persone con i pavimenti attraverso giochi interattivi, advergame, gamification, eccetera.

## Tipologia
I principali tipi sono:
- pavimento industriale
- pavimento commerciale
- pavimento residenziale
- pavimento stradale

A seconda della collocazione, interna o esterna a edifici:
- pavimentazione interna
- pavimentazione esterna

Un caso particolare è quello del pavimento galleggiante che consente variazioni e anche stravolgimenti della destinazione d'uso.

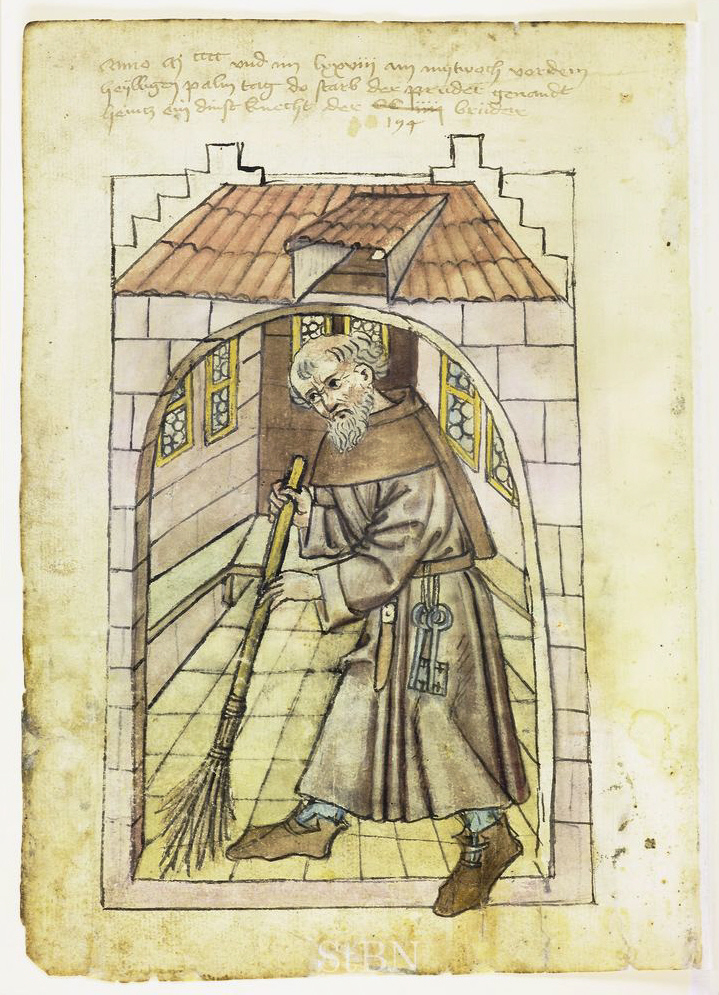
Monaco che spazza il pavimento (1472)

| Tipo                   | Descrizione |
| ---------------------- | --- |
| Pavimento industriale  | Una pavimentazione continua costituita da una piastra orizzontale in calcestruzzo che può essere o debolmente armata, o armata in modo tradizionale, e/o fibrorinforzata in modo strutturale, o armata con sistema di post-tensione, in genere di grande dimensione. |
| Pavimento commerciale  | Spesso una superficie di camminamento molto ampia che deve garantire resistenza ad usura e buona conservazione nel corso del tempo. |
| Pavimento residenziale | Una particolare finitura delle superfici calpestabili adibite alla civile abitazione. |
| Pavimento stradale     | La parte più superficiale della strada. |
| Pavimento galleggiante | Detto anche pavimento sopraelevato, è un supporto composto fondamentalmente da pannelli di dimensione standard 60x60 cm e da un telaio metallico di sopraelevazione.                                                                                                 |
| Generi                 | Descrizione |
| Pavimentazione interna | Ha la funzione di conferire alle superfici di calpestio il grado di finitura richiesto e di trasmettere i carichi di servizio alle strutture orizzontali degli edifici o, in determinati casi, al terreno.                                                           |
| Pavimentazione esterna | La posa di un pavimento in ambiente esterno agli edifici. |